# Carcano
A Carcano név egy olasz forgó-toló záras karabély családot jelöl. A fegyvert 1891-ben, a 6,5x52 mm-es Mannlicher-Carcano Cartuccia Pallotola Modello 1895-ös modellű töltényre fejlesztették ki, vezető tervezője Salvatore Carcano, a kivitelező pedig a Turin Arsenal volt. Az első példány már 1890-ben elkészült Model 91 (M91) típusjelzéssel. Az M91 képezte az olasz csapatok alapfegyverét az első világháború során, puska és karabély változatban is, a második világháborúban német alakulatokat is felszereltek vele. Számos konfliktusban is használták, Finnországban, Szíriában, Tunéziában és Algériában is.
A Warren-jelentés szerint ilyen fegyvert használt John Fitzgerald Kennedy meggyilkolásakor a magányos merénylő.

## Változatok
- Fucile di Fanteria Modello 1891 (hosszú gyalogsági puska, 1891)
- Moschetto Mod. 91 da Cavalleria (karabély, 1893)
- Moschetto per Truppe Speciali Mod.91 (vagy 6,5 mm M91 TS, karabély speciális alakulatok számára, 1897)
- Moschetto di Fanteria Mod. 91/24 (karabély, rövidebb csővel, 1924)
- Moschetto di Fanteria Mod. 91/28 (1928)
- Moschetto di Fanteria Mod. 91/28 con Tromboncino (a 91/28 változata, 38,5 mm-es gránát vetővel)
- Fucile di Fanteria Mod. 1938 (Model 1938 rövid változat, 7,35 mm-es)
- Moschetto di Fanteria Mod. 91/38 (Model 1938 rövid változat, 6,5 mm-es)
- Fucile di Fanteria Mod. 91/41 (6,5 mm-es hosszú gyalogsági puska, 1941)